# 背徳の薔薇
背徳の薔薇（はいとくのばら）は、日本の6人組ヴィジュアル系アカペラグループ。

## 来歴
2014年、バンドマスターである Vegety Jun（豊田隼平）が大学5年生のときに、駒澤大学アカペラサークル鳴声刺心（めいせいししん）の後輩らに声をかけて結成した。
同年11月23日、ア・カペラの祭典、第16回『Japan A cappella Movement』通称:JAM（ジャム）本選に勝ち進み、審査員特別賞を受賞。
2015年9月放送のフジテレビ系列「ハモネプ」に出場。2016年2月20日、第17回JAMにゲスト出演。

2017年3月、ワンマンライブ「背徳之狂宴The Final」を新宿BLAZEにて開催、チケット800枚を1分で完売。惜しまれつつも解散した。
約1年後の2018年6月、公式Twitterにて再始動を発表。10月には背徳の薔薇史上、最大規模となるマイナビ赤坂BLITZでのワンマンライブを開催。
2019年3月「背徳之狂宴 -the final2-」昼夜2回公演＠高田馬場monoで、背徳の薔薇の第3期を終了させた。同年5月「ROCKET DIVE- (cover)」【MV】を公開。
同年6月には「ハモネプ」に2度目の出場し、決勝進出。2020年11月「背徳の忘年会＠新宿ROTT」、2022年2月「背徳之狂宴 the Final 2022 ＠渋谷REX」、同年12月「背徳之集會〜十周年目前FINAL〜」と主催ライブを行う。
2023年、結成10周年を記念し「背徳之狂宴 結成十周年記念ツアー」を福岡（7/8）、宮城（10/9）、大阪（11/12）、東京（12/10）で開催した。

## メンバー
- Vegety Jun（ベジティ ジュン、1991年5月27日 - ）Lead & Chorus、東京都出身、A型[8]
  - 豊田 隼平（Jぺい）- アミューズ所属の7人組バンド・ウルトラ寿司ふぁいやーボーカル。中学の時に音楽・バンド活動を始め、大学でアカペラサークルに入る。6人組ジャスティンヒーハーで2015年アカスピ第3回大会優勝[9]。イベントの審査員や司会、講師などを務める
  - 2014年・2016年・2017年と50FesROOKIES!!ワークショップ講師[10][11][12]
  - 2017年1月29日　アカペラスタジオベースオントップ　ワークショップ[スペシャルサポーター] 。講師：奥村政佳 (おっくん)[13]
  - JAM2017でRAG FAIR引地洋輔、INSPi吉田圭介と共に審査員、本戦ではMCを務める[14][15][16]
  - 「九州アカペラコンサートinあまくさ」や『QuuuPA！』、静岡のShizuokappellaなどの審査員を務める[17][18][19]
- Darkness Yasu（ダークネス ヤス、1995年1月10日 - ）Lead & Cho、宮城県仙台市出身、AB型
  - 松田 泰成 - タレント・Youtuber。モックプランニング所属。中学で合唱部、駒澤大学アカペラサークル鳴声刺心で活動。Gooniesでリードボーカル（2015年、ハモネプ出場。2017年に全国大会出場）
  - 2017年に初ソロライブ開催＠あびるびるびーばー[20]
  - OH!バンデス（宮城テレビでレギュラー）[21]、仙台や東北ローカルのCMなどに出演
- Cherry Ken（チェリー ケン、1994年12月3日 - ）Lead & Cho、北海道出身、O型[22]
- Jealousy Mikiya（ジェラシー ミキヤ、1993年5月1日 - ）Lead & Cho.、東京都出身、AB型
- Jesse Taku（ジェシー タク、1992年3月13日 - ）Bass、福岡県出身、B型[23]
- Takuya有限（タクヤ ユウゲン、1993年1月8日 - ）Drums、富山県出身、O型

## 背徳の四小節
四小節分（くらい）の長さで名曲から流行りの曲をカバー。2016年から2023年までに130曲以上をYouTube「背徳の薔薇チャンネル」に投稿している。
2016年
1. 07.13	高嶺の花子さん（back number）
2. 07.21	もののけ姫（米良美一）
3. 07.28	目指せポケモンGOマスター（松本梨香）
4. 08.04	手をたたけ（NICO Touches the Walls）、瞳を閉じて（平井堅）
5. 08.11	海の声（BEGIN）
6. 08.18	Good Bye Days（YUI）、Wherever You Are（ONE OK ROCK）
7. 08.25	私以外私じゃないの（ゲスの極み乙女）
8. 09.01	前前前世（RADWIMPS）
9. 09.08	葛飾ラプソディー（堂島孝平）
10. 09.15	群青日和（東京事変）
11. 09.22	勝手にしやがれ（沢田研二）
12. 09.29	空も飛べるはず（スピッツ）
13. 10.06	PPAP（ピコ太郎）
14. 10.13	愛唄（GReeeeN）
15. 10.20	恋（星野源）
16. 10.27	LOVE RAIN（久保田利伸）
17. 11.02	milk tea（福山雅治）、アップルティー（杏沙子）
18. 11.10	繋いだ手から（back number）
19. 11.17	風になる（つじあやの）
20. 11.24	残酷な天使のテーゼ（高橋洋子）
21. 12.01	完全感覚Dreamer（ONE OK ROCK）
22. 12.08	白い恋人達（桑田佳祐）
23. 12.15	WHITE BREATH（T.M.Revolution）、ロード（虎舞竜）
24. 12.22	We Wish You a Merry Christmas
25. 12.29	ありがとう（SMAP）

2017年
1. 01.05	HONEY（L'Arc-en-Ciel）
2. 01.12	ハピネス（AI）
3. 01.19	Black Cherry（Acid Black Cherry）
4. 01.26	カントリーロード（John Denver／本名陽子）
5. 02.02	未来予想図Ⅱ（DREAMS COME TRUE）
6. 02.09	missing（ELLEGARDEN）
7. 02.16	ありがとう（いきものがかり）
8. 02.23	サクラ咲ケ（嵐）
9. 03.01	1/6の夢旅人2002（樋口了一）
10. 03.09	Love Phantom（B'z）

2018年
1. 03.17	高嶺の花子さん（back number）
2. 06.21	愛を伝えたいだとか（あいみょん）
3. 06.28	USA（DA PUMP）
4. 07.02	男声合唱のための「大迫半端ないって」作曲: 片岡大二郎
5. 07.05	Lovers（Sumika）
6. 07.08	無責任ヒーロー（関ジャニ∞）
7. 07.10	シンデレラガール（King & Prince）
8. 07.12	LEMON（米津玄師）
9. 07.19	そばかす（JUDY AND MARY）
10. 07.23	Red Swan（YOSHIKI feat.HYDE）
11. 07.26	たばこ（コレサワ）
12. 07.28	花火の魔法（杏沙子）
13. 08.01	夏の終わりのハーモニー（井上陽水＆安全地帯）
14. 08.09	マリーゴールド（あいみょん）
15. 08.12	五月雨（崎山蒼志）、出会った頃のように（Every Little Thing）、瞬き（back number）
16. 08.16	カブトムシ（aiko）
17. 08.17	さんぽ（井上あずみ）となりのトトロ
18. 08.23	月光花（Janne Da Arc）
19. 08.25	Butter-Fly（和田光司）デジモンOP
20. 08.30	READY STEADY GO（L'Arc~en~Ciel）
21. 09.01	夏の思い出（ケツメイシ）
22. 09.05	恋の前ならえ（Official髭男dism）
23. 09.12	月下の夜想曲（MALICE MIZER）
24. 09.15	新宝島（サカナクション）
25. 09.19	MeltyLove（SHAZNA）
26. 09.22	ラブラブなカップルフリフリでチュー（RAG FAIR）
27. 09.26	予感（Dir en grey）
28. 10.04	最終列車（ムック）
29. 10.10	Winterfall（L'Arc~en~Ciel）
30. 11.03	flamingo（米津玄師）
31. 11.07	笑顔（いきものがかり）
32. 11.21	君はロックを聴かない（あいみょん）
33. 12.19	制服のマネキン（乃木坂46）
34. 12.24	すてきなホリデイ（竹内まりや）
35. 12.26	I'm Chi-Zu-ers（ナオト・インティライミ）

2019年
1. 11.28	星屑の街（ゴスペラーズ）
2. 01.29	Link（L'Arc~en~Ciel）
3. 01.31	街（Permanent Fish）
4. 02.07	好きやねん大阪（関ジャニ∞）
5. 02.09	世界はあなたに笑いかけている（Little Glee Monster）
6. 02.09	天体観測（BUMP OF CHICKEN）
7. 02.09	HERO（安室奈美恵）
8. 02.09	jupiter（平原綾香／Little Glee Monster）
9. 02.10	大阪LOVER（DREAMS COME TRUE）
10. 02.21	ひまわりの約束（秦基博）
11. 03.06	T.C.K.C.（ウルトラ寿司ふぁいやー）
12. 03.16	Shangri-La（電気グルーヴ）
13. 03.21	桜（コブクロ）
14. 03.18	SUN（星野源）
15. 03.29	小さな恋のうた（モンゴル800）
16. 04.01	ヴァンパイア（Janne Da Arc）
17. 11.24	Pretender（Official髭男dism）

2020年
1. 05.19	紅蓮華（LiSA）

2021年
1. 07.23	なないろ（BUMP OF CHICKEN）
2. 09.27	D.D.（Snow Man）
3. 12.04	Winter,again（GLAY）
4. 12.11	CHANGE THE WORLD（V6）
5. 12.22	ロマンスの神様（広瀬香美）
6. 12.29	Secret Touch（Snow Man）

2022年
1. 01.26	ROSIER（LUNA SEA）
2. 02.02	水平線（back number）
3. 02.09	誘惑（GLAY）
4. 03.09	残響散歌（Aimer）
5. 03.18	Imitation Rain（SixTONES）
6. 06.25	島唄（THE BOOM）
7. 10.19	Vegety Junのお気に入り５選
8. 10.26	Cherry Kenのお気に入り５選
9. 11.02	Darkness Yasuのお気に入り５選
10. 11.09	Jealousy Mikiyaのお気に入り５選
11. 11.12	エジソン（水曜日のカンパネラ）
12. 11.16	Jesse Takuのお気に入り５選
13. 11.24	ロマンス（PENICILLIN）
14. 11.30	Takuya有限のお気に入り５選
15. 12.02	TRUE BLUE（LUNA SEA）

2023年
1. 01.07	君に届け（flumpool）
2. 01.14	阿修羅ちゃん（Ado）
3. 01.21	おつかれさま。（ウルトラ寿司ふぁいやー）
4. 01.28	花束のかわりにメロディーを（清水翔太）
5. 02.04	First Love（宇多田ヒカル）
6. 02.11	Feel Special（TWICE）
7. 02.18	ココロオドル（nobodyknows+）
8. 03.04	一撃（ROF-MAO）
9. 03.11	振り向けば...（Janne Da Arc）
10. 03.18	私は最強（Ado）
11. 03.25	なんでもないよ（マカロニえんぴつ）
12. 04.01	遠く遠く（槇原敬之）
13. 04.15	嘘（シド）
14. 04.22	the WORLD（ナイトメア）
15. 05.02	MISERY（hide）
16. 05.13	気分上々↑↑（mihimaru GT）
17. 05.20	GLAMOROUS SKY（NANA Starring MIKA NAKASHIMA）
18. 05.27	W（Snow Man）
19. 06.03	別の人の彼女になったよ（wacci）
20. 06.10	CAN YOU CELEBRATE?（安室奈美恵）

## 主催ライブ
- 2015年12月29日　背徳之狂宴 -全員黒服メイク必須GIG-＠表参道GROUND

2016年
- 2月21日　洛陽×無糖×背徳 共催ライブ-花の金曜日とマーベリックスもでるよ-@吉祥寺CLUB SEATA
- 9月25日　背徳之狂宴2 -終焉の幕開け-@新宿RUIDO K4（ゲスト：BEZYMETAL、DIVA、KIYOZO、劇団やる夫）
- 12月30日　背徳之狂宴3 -最狂年越アカペラFES-＠渋谷DUO

2017年
- 3月10日　背徳之狂宴3 -the Final-＠新宿BLAZE

2018年
- 8月19日 　背徳のひゃく宴 -え？おれたちのこと知ってる？-＠shibuya CYCLONE（出演：背徳の薔薇 / GUEST：SONIC〆 / DIESEL10 / 東海道中膝塵毛）
- 10月21日　背徳之狂宴 零 -赤ブリの景色見せたろか？-＠赤坂BLITZ[25]
  - 12月28日　背徳之狂宴5 -ウルトラスーパーアカペラフェス（年越し）-＠Duo MUSIC EXCHANGE[26]（出演：背徳の薔薇 / Nick Jagger / SHOGO FREE / たなみここし / ボンバーチェリーパイ / BOSS / Hi-DRYDE / 霊チョールズ / Nagie Lane / モンゴリアン家康 / sus4 / 地元の友達）[27]

2019年
- 3月30日　背徳之狂宴 -the final2-（昼夜2回公演）＠高田馬場LiveCafe mono
- 12月25日　背徳之狂宴 -熱風-＠品川インターシティホール[28]

2020年
- 11月28日　背徳の忘年会＠新宿ROTT[29]

2022年
- 2月22日　背徳之狂宴 the Final 2022 -the Beginning- 幻想の昼/混沌の夜＠渋谷REX
- 12月 3日　背徳之集會〜十周年目前FINAL〜
- 12月 3日　道徳之後夜祭〜THE FINAL〜

2023年
- 7月 8日　背徳之狂宴 結成十周年記念ツアー -壱零- in福岡  道徳之後夜祭 ＠public space四次元[30]
- 10月 9日　背徳之狂宴 結成十周年記念ツアー -壱零- in宮城＠仙台ROCKATERIA
- 11月12日 背徳之狂宴 結成十周年記念ツアー -壱零- in大阪＠梅田シャングリラ[31]
- 12月10日　背徳之狂宴 結成十周年記念ツアー -壱零- in東京＠渋谷WWW[32][33]

## 出演

### テレビ
- 2015年9月18日　第20回アカペラ日本一決定戦 ハモネプ全国大会（フジテレビ系列）出場
- 2019年6月28日　第21回アカペラ日本一決定戦 全国ハモネプリーグ　決勝進出

### ラジオ
- 2018年9月28日 「渋谷のラジオ」13:00〜13:55[34]　Vegety Jun、Takuya有限
- 2019年2月　天草市のコミュニティFM「みつばちラジオ」のジングル歌唱[35]

### ライブ ・ イベント
主催ライブ、トピックも記載
2014年
- 7月6日　＠高田馬場mono
- 8月2日　＠渋谷RICK、明治大学
- 9月5日　＠渋谷JPOP-cafe
- 11月23日　Japan A cappella Movement（JAM）2014　＠六本木ヒルズアリーナ
- 12月7日　＠ソラマチアカペラストリート

2015年
- 1月18日　＠四谷mono
- 2月13日　＠ミノヤホール
- 2月20日　＠月見ル君思フ
- 3月1日　『Jumpei Acappella Movement』豊田隼平主催（出演：背徳の薔薇/ジャスティンヒーハー/OVERACT/V/ラディッシュ）[36]
- 3月1日　JAM2015＠横浜ランドマークタワー[37][38]
- 3月6日　＠安西プロジェクト
- 3月12日　＠くじらのおなか
- 5月5日　関西アカペラジャンボリー（KAJa）2015出場　＠大阪城音楽堂
- 6月7日　＠名古屋大学
- 8月17日　＠クィーンズスクエア
- 9月18日　アカペラ日本一決定戦 ハモネプ全国大会（フジテレビ系列）
- 9月26日　アカペラ無双season5＠渋谷eggman
- 12月29日　＠背徳之狂宴 -全員黒服メイク必須GIG-＠表参道ground

2016年
- 2月21日　洛陽×無糖×背徳 共催ライブ-花の金曜日とマーベリックスもでるよ-@吉祥寺CLUB SEATA
- 2月28日　第5回九州アカペラコンサートinあまくさ(松島総合センターアロマ)
- 3月29日　50fes Rookies
- 5月3日　関西アカペラジャンボリー（KAJa）ゲスト＠天王寺公園エントランスエリア てんしば
- 9月25日　背徳之狂宴2 -終焉の幕開け- ＠新宿RUIDO.K4
- 11月20日　JAM2016　(公式サイト記入なし)
- 12月4日　ソラマチアカペラストリート2016
- 12月30日　背徳之狂宴３ -最狂年越アカペラフェス-＠渋谷duo

【トピック】7月13日　背徳の四小節 開始、7.28　新衣装公開、7.28「-Visual Kei-」＃本気カバー、11月19日　鳴声OBOG会
2017年
- 3月5日　九州アカペラコンサートinあまくさ＠天草市民センター
- 3月10日　背徳之狂宴3 -the Final-＠新宿BLAZE　（開催後に解散）
- 11月12日　「JAM」豊田隼平が杉本良太と司会＠ラゾーナ川崎プラザルーファ広場

【トピック】1.01「オルガスム」＃本気カバー、2月TAKUYA有限、ボイパ日本一になる、緊急記者会見- CD発売について
2.21「RUSTY NAIL」＃本気カバー、3.08「イジメ、ダメ、ゼッタイ」＃本気カバー
2018年
- 3月28日　Crazy Monsters 春の祭典＠新宿ReNY
- 5月6日　Crazy Monsters ～Vocalist Special Fes 2018～＠渋谷OWEST
- 6月10日　「無糖の日」＠LIQUIDROOM（出演：無糖BLACK / 無糖WHITE / 背徳の薔薇）
- 8月19日　背徳のひゃく宴 -え？おれたちのこと知ってる？-＠shibuya CYCLONE
- 9月29日　「STAND UP AND SHOUT」＠GARRET udagawa　出演：背徳の薔薇 / 名倉七海 / aoiro / UYU
- 10月21日　背徳之狂宴 零 -赤ブリの景色見せたろか？-＠赤坂BLITZ
- 11月14日　OTONOVAアカペラグランプリファイナル　OTONOVAアンバサダーとしてスペシャルゲスト出演[41]
- 11月18日　第20回JAM　ゲスト出演＠ラゾーナ川崎プラザルーファ広場
- 12月1・2日　ソラマチアカペラストリート2018＠東京ソラマチ[42]
- 12月28日　背徳之狂宴5 -ウルトラスーパーアカペラフェス（年越し）-＠duo MUSIC EXCHANGE

【トピック】6月11日 再始動、新衣装の発表
2019年
- 2月11日　大阪天王寺ライブ(昼夜2公演)
- 3月2・3日　九州アカペラコンサートinあまくさ＠天草市民センター
- 3月21日　50fesハイパーゲストステージ
- 3月30日　背徳之狂宴 -the final2-(昼夜2回公演)＠高田馬場mono
- 6月28日　アカペラ日本一決定戦 全国ハモネプリーグ（フジテレビ系列）[43]
- 12月25日　背徳之狂宴 -熱風-＠品川インターシティホール

【トピック】5.2「ROCKET DIVE」＃本気カバー
2020年
- 2月22日　はいとくウォルト
- 11月28日　背徳の忘年会＠新宿ROTT

2021年
【トピック】4.10 ～ 04.11 背徳キャンプ、11.23「Black Cherry」＃本気カバー、12.24「月下の夜想曲」＃本気カバー
2022年
- 2月22日　背徳之狂宴 the Final 2022 -the Beginning- 幻想の昼/混沌の夜＠渋谷REX
- 12月3日　背徳之集會〜十周年目前FINAL〜
- 12月3日　道徳之後夜祭〜THE FINAL〜

【トピック】6.24-26はいとくの石垣
2023年
- 7月8日　背徳之狂宴 結成十周年記念ツアー -壱零- in福岡  道徳之後夜祭 ~in 福岡~＠public space四次元
- 7月9日　九州アカペラコンサート inあまくさ＠天草市民センターホール[44]
- 10月9日　背徳之狂宴 結成十周年記念ツアー -壱零- in宮城＠仙台ロッカテリア
- 11月12日　背徳之狂宴 結成十周年記念ツアー -壱零- in大阪＠梅田シャングリラ
- 12月　日　ソラマチアカペラストリート2023
- 12月10日　背徳之狂宴 結成十周年記念ツアー -壱零- in東京＠渋谷WWW

【トピック】7.8「L'Arc~en~Ciel神曲メドレー」＃本気カバー
2024年
- 2月16日　第12回A cappella Spirits（通称：アカスピ）全国決勝大会　松田泰成が審査員[45]